# BARTOC

Logotip de BARTOC

El Basic Register of Thesauri, Ontologies & Classifications (BARTOC), en català, "Registre bàsic de tesaurus, ontologies i classificacions", és una base de dades de vocabularis controlats. El seu objectiu principal és documentar en un mateix lloc i amb intenció exhaustiva, tota mena de sistemes d’organització del coneixement (KOS), com ara sistemes de classificació, tesaurus i catàlegs d’autoritats per tal d’aconseguir-ne una major visibilitat, ressaltar les seves característiques, fer-los consultables i comparables, i afavorir l’intercanvi de coneixement. A diferència d'altres registres de terminologia, BARTOC inclou qualsevol mena de KOS de qualsevol àrea temàtica, en qualsevol idioma, format de publicació i qualsevol forma d'accessibilitat. A més, recull una llista d'altres registres de terminologia.
La creació de BARTOC va estar motivada per dos àmbits dins de la biblioteconomia i documentació: l'elaboració de bibliografies i l'ensenyament de l'alfabetització informacional. Des del seu llançament el novembre de 2013, BARTOC ha recopilat informació sobre uns 3.500 vocabularis controlats i gairebé 100 repertoris de terminologia. Prop de 140 dels vocabularis inventariats, contenen el català. Un estudi comparatiu de tipus i registres de terminologia va confirmar que BARTOC contenia "una quantitat relativament suficient de metadades". El seu contingut està disponible en accés obert.
El manteniment de BARTOC el porta a terme un equip internacional d'editors, d'una dotzena de països d'arreu del món. BARTOC ha estat reconegut per la International Society for Knowledge Organization (ISKO).
El novembre de 2020, la implementació de BARTOC es va traslladar de Drupal a la Biblioteca Universitària de Basilea a una nova infraestructura tecnològica desenvolupada amb el projecte coli-conc. Des de llavors, BARTOC es troba allotjat a la Common Library Network (GBV) de Göttingen.